# Шкофія (Шмарє-при-Єлшах)
Шкофія (словен. Škofija) — поселення в общині Шмарє-при-Єлшах, Савинський регіон, Словенія. 
Висота над рівнем моря: 365,5 м.